# Burgruine Freyenstein
Die Burgruine Freyenstein (Freienstein) ist die Ruine einer Höhenburg. Sie befindet sich im Strudengau am Ufer der Donau etwa vier Kilometer nordöstlich des Ortes Neustadtl in Niederösterreich. Freienstein ist eine Katastralgemeinde von Neustadtl. Die Burganlage hat ihre Wurzeln in der Zeit um 1200 und war im Laufe ihrer Geschichte häufig Pfandobjekt. Es besteht Denkmalschutz.

## Lage
Die Burgruine liegt auf einem schmalen, dicht bewaldeten Felsgrat hoch über der Gemeinde Freienstein am rechten Ufer der Donau. Der Burgplatz fällt in West-Ost-Richtung zum Donautal hin ab. Die Reste der Kernburg stehen auf einem Bergsporn, weshalb Freyenstein zu den Spornburgen zählt. Die strategisch günstige Lage der Burg ermöglichte es früher, den Schiffsverkehr auf der Donau zu kontrollieren. Ein Wanderweg führt vom Tal hinauf zur Ruine, die ganzjährig frei zugänglich ist.

## Geschichte

### Bewohner und Besitzer
Um das Jahr 1000 war das Gebiet um Ybbs und Freienstein im Besitz der Grafen von Ebersberg. Gemäß einer auf das Jahr 1037 datierten Urkunde sollen sie Freyenstein dem von ihnen gestifteten Kloster Geisenfeld übertragen haben, jedoch ist das Dokument eine Fälschung vom Ende des 13. Jahrhunderts. Schon in der späten Babenbergerzeit war die Anlage landesfürstliches Eigentum. Um 1268 wurde ein Gaidemarus de Vrienstain erwähnt, der auf der Burg seinen Sitz hatte.
König Rudolf I. verlieh Freyenstein in der Folge an Konrad von Sommerau, der auch die Burg Werfenstein von ihm zu Lehen erhalten hatte. Konrad erhielt die Belehnung als Dank für geleistete Dienste, denn er hatte den König bei seinen Bemühungen, dem Reich entfremdete Güter und Rechte zurückzuführen, unterstützt; unter anderem 1278 bei der entscheidenden Schlacht auf dem Marchfeld gegen Rudolfs größten Widersacher, den böhmischen König Ottokar II. Přemysl. Weil der Sommerauer angeblich Überfälle auf Kaufleute auf der Donau verübte, griff Rudolfs Sohn, Herzog Albrecht I., die Burg Freyenstein 1284 an und eroberte sie. Nachdem sich der Burgherr an einem Aufstand gegen den Landesfürsten beteiligt hatte, wurde die Anlage 1295 als Strafmaßnahme durch die Obrigkeit zerstört, und Konrad musste zu Adolf von Nassau fliehen.
1298 verpfändete Albrecht I. die Burg an Emicho, den Bischof von Freising. Dies war die erste Verpfändung in einer langen Reihe von Verträgen, bei denen Freyenstein als Bürgschaft diente und in deren Folge die Anlage zahlreiche Besitzerwechsel vollzog. Als Pfandherren erschienen unter anderem Friedrich VI. von Walsee, ab 1381 die Herren von Dachsberg und von 1435 bis 1441 die Eitzinger. 1453 erhielt Pankraz von Plankenstein die Burg als Lehen. Er steht in dem Ruf, ein Raubritter gewesen zu sein, denn er verlangte von Schiffen, die mit Fässern beladen waren, einen besonderen „Wegezoll“: Eine unbehelligte Weiterfahrt wurde erst gewährt, nachdem man ihm so viel Wein, wie er und seine Knappen trinken konnten, zugebilligt hatte. Diese Praxis ging als „Weinen“ in die Geschichtsbücher ein. Pankratzʼ Sohn Hans vermachte Freyenstein den Herren von Toppel, die um 1500 als Lehnsnehmer verbürgt sind.

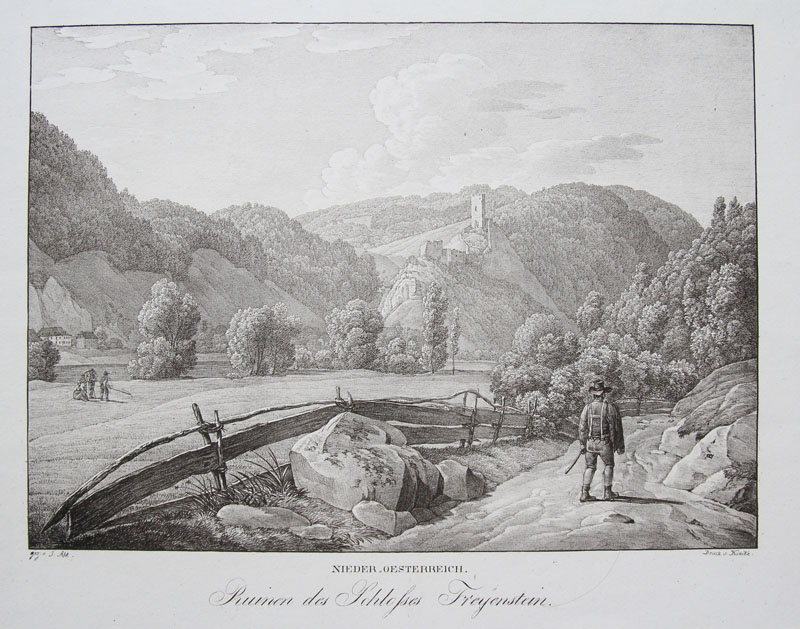
Lithografie der Ruine von Adolph Kunike, 1826

1522 oder 1525 erhielt Gabriel von Salamanca, Graf von Ortenburg und Generalschatzmeister Österreichs, neben Karlsbach und Waasen auch die Burg Freyenstein von Erzherzog Ferdinand I. als freies Eigen. 1598 erwarben die Freiherren von Althan die Anlage. Sie ging 1604 an Johann Linßmayr zu Seisenegg und Weinzierl über, der 1608 als Freiherr von Greiffenberg in den Adelsstand erhoben wurde. Sein Sohn Johann Gottfried veräußerte den Besitz 1612 an den Freiherrn Hans Joachim von Zinzendorf, ehe Albrecht von Zinzendorf die Burg 1657 schließlich an Konrad Balthasar von Starhemberg weiterverkaufte. Nachdem seine Familie die Verwaltung nach Karlsbach verlegt hatte, wurde die Burg aus Steuergründen aufgegeben und verfiel.
1933 wurde die Anlage wegen finanzieller Schwierigkeiten des Heimwehrführers Ernst Rüdiger Starhemberg verkauft. Heute ist die Ruine samt Umfeld Eigentum der Familie Hatschek und ein beliebtes Ausflugsziel in der Region Strudengau.

### Baugeschichte

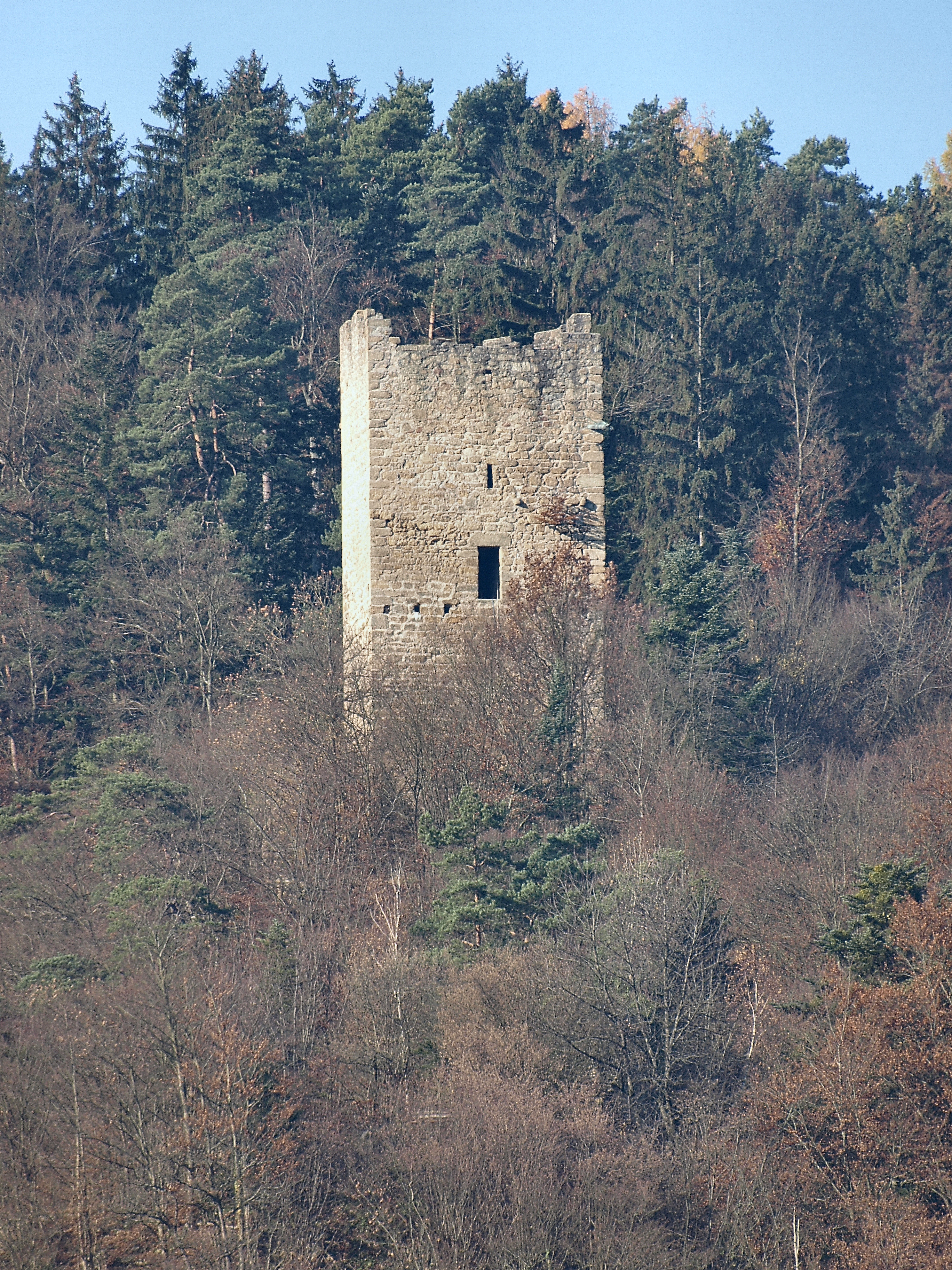
Der Bergfried entstand vor Mitte des 13. Jh.

Burg Freyenstein wurde um 1200 vermutlich auf einem alten keltischen Kultplatz errichtet. Die einzelnen Phasen ihrer komplexen Baugeschichte lassen sich nicht mit Sicherheit konkreten Besitzern zuordnen. Von der Bausubstanz der ersten Anlage sind heute nur noch der Mauerrest eines Wohnturms und ein Stück Ringmauer erhalten. In der ersten Hälfte des 13. Jahrhunderts wurde die Burg um einen kleinen Zwinger erweitert, von dem nur noch spärliche Reste übrig sind. Vor Mitte des 13. Jahrhunderts erfolgte ein groß angelegter Ausbau, bei dem der Bergfried und die langgezogenen Umfassungsmauern errichtet wurden. Diesen Arbeiten folgte um 1300 ein weitgehender Neubau des Wohnturms und die Errichtung des Saalbaus in der Kernburg. Die Maßnahmen könnten mit den Schäden durch die Eroberung 1284 und der Zerstörung der Burg 1295 zusammenhängen. Im frühen 14. Jahrhundert wurden weitere Umbauten und Erneuerungen zum Beispiel am Bering vorgenommen. Größere Baumaßnahmen sind wieder für das 15. oder frühe 16. Jahrhundert zu verzeichnen. Dabei wurde eine dicke Mantelmauer aus Bruchstein nördlich der Kernburg errichtet. Der Überlieferung zufolge musste Pankraz von Plankenstein, als er in den Besitz der Burg kam, diese in der Zeit von 1453 bis 1463 teilweise wieder aufbauen. Der Bau der Mantelmauer könnte aber auch auf das mehrfache Drängen König Ferdinands I., die Burg 1522 mit modernen Feuerwaffen auszustatten, zurückzuführen sein.

## Beschreibung

Grundriss der Burgruine

Die Burganlage besteht aus einer Kernburg auf einem isolierten Felssporn und einem nordwestlich davon stehenden, höher gelegenen Bergfried. Das Areal dazwischen ist von Mauern eingefasst.
Die Kernburg ist stark verfallen und belegt eine Grundfläche von etwa 20 × 30 Metern. Sie ist vom Berg durch einen größtenteils verschütteten Graben getrennt. Ihre noch erhaltene Bausubstanz ist stark von Buschwerk überwuchert. Ganz im Süden befinden sich die Reste des Saalbaus, der zum Teil abgestürzt ist. Unter seinem Schutt sind möglicherweise noch Grundmauern erhalten. Gemeinsam mit weiteren Gebäuden umrahmte er einen rechteckigen Innenhof, zu dem ein rundbogiger Eingang an seiner Nordost-Ecke führt. Im Hof findet sich noch heute ein aus Quadersteinen gemauerter, etwa zehn Meter tiefer Schacht, der entweder ein Brunnen oder eine Zisterne war. Ebenfalls nur noch in Teilen erhalten ist ein Wohnturm, der schon zur ersten Burganlage aus der Zeit um 1200 gehörte und eine lichte Weite von nur vier Metern besaß. Von ihm sind heute noch Reste der Südmauer sowie ein 7,8 Meter langes Stück der Ostmauer zu sehen. Die einstige Ringmauer der Kernburg existiert noch auf einer Läge von 20 Metern.
Im 15. oder 16. Jahrhundert wurde der Kernburg im Norden eine 2,2 Meter dicke Mantelmauer vorgebaut. Ihre Flanken sind heute größtenteils eingestürzt, weshalb sie oft fälschlicherweise als Schildmauer bezeichnet wird. In der Mitte dieser noch sechs bis acht Meter hohen Wehrmauer liegt ein Segmentbogenportal mit Hausteinrahmung. Daneben finden sich breite Geschützscharten. Der Mantelmauer schließt sich im Norden der Bereich der einstigen Vorburg an, von der nur noch die Reste eines Gebäudes mit rechteckigem Grundriss übrig sind. Sie lag in einem langgestreckten etwa 100 Meter langen Bereich, der im Durchschnitt nur 15 Meter breit ist. Seine 1,4 Meter dicken Umfassungsmauern sind größtenteils erhalten.
Das Gelände innerhalb dieses Bereichs steigt nach Nordwesten an und erreicht an seiner Nordwestspitze den höchsten Punkt der Anlage. Dort steht der fünfeckige Bergfried, dessen Außenmauern drei Meter dick und heute noch zehn Meter hoch sind. Seine bugförmige Spitze zeigt zur Bergseite, von der er durch einen tiefen Halsgraben getrennt ist. Zusätzlich ist er an drei Seiten von einer Ringmauer umgeben, die genauso wie die Bergseite des Wehrturms mit einem weitgehend erhaltenen Zinnenkranz bestückt ist. Der Bereich zwischen Mauer und Turm diente zugleich als Zwinger. Der Bergfried war nicht bewohnbar, besaß aber eine eigene Wasserversorgung, die von einer etwa 350 Meter entfernten, versteckten Quelle gespeist wurde. Sein rechteckiger Hocheingang mit Hausteinrahmung befindet sich fünf Meter über Bodenniveau und konnte früher über einen hölzernen Gang vom anschließenden Wehrgang erreicht werden. Dieser Eingang ist auf einem Stich von Matthäus Merian zu sehen, der aber ansonsten nicht sehr naturgetreu ist. Aufgrund seiner Bauweise kann der Bergfried – ebenso wie die beiden Umfassungsmauern des länglichen Zwischenbereichs – auf eine Zeit vor Mitte des 13. Jahrhunderts datiert werden. An seiner längsten Stelle misst der Turm 12,60 Meter, seine drei rechtwinkelig zueinander stehenden Mauern sind 7,5 und 9,5 Meter lang. Zurzeit kann er nicht bestiegen werden.

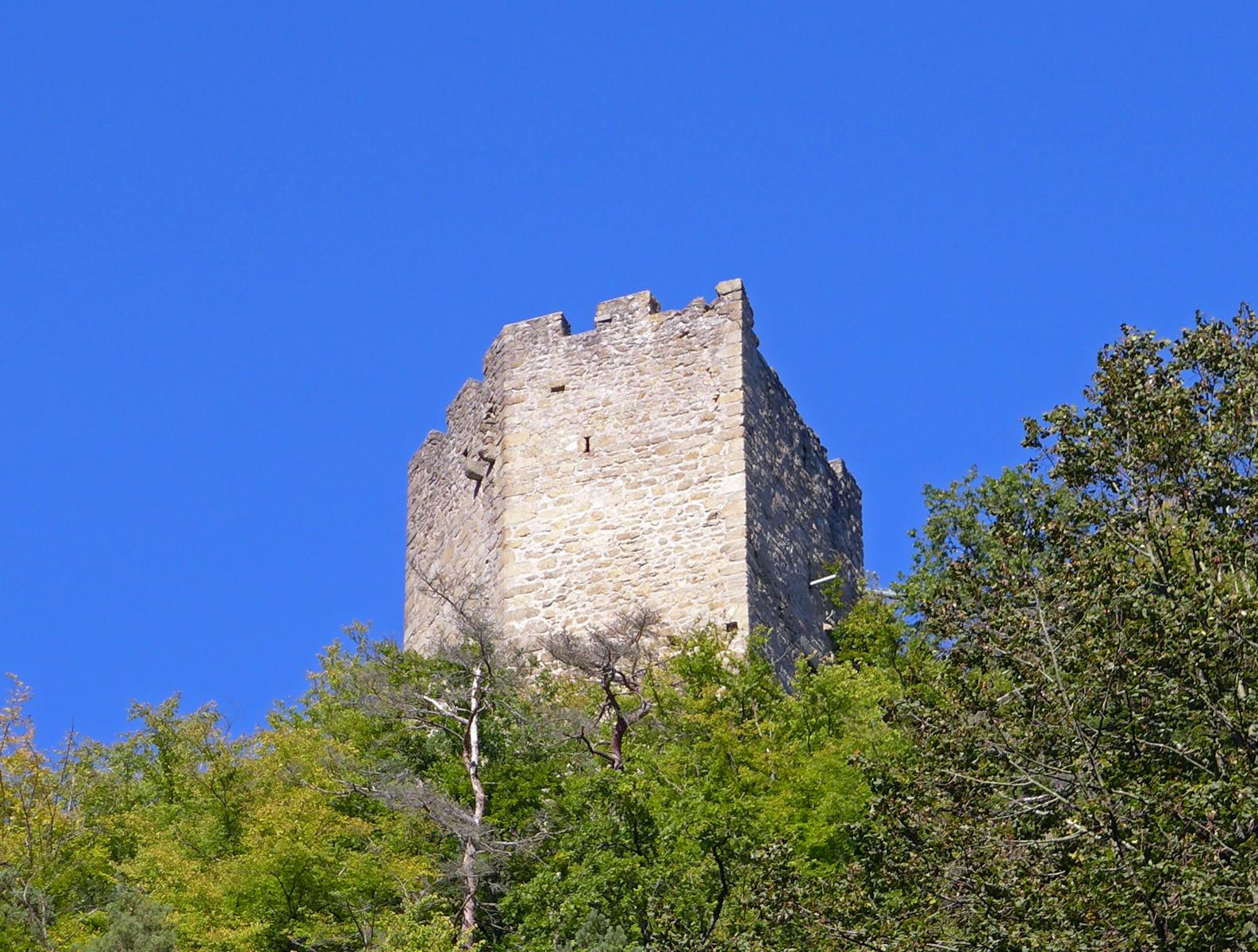
Bergfried
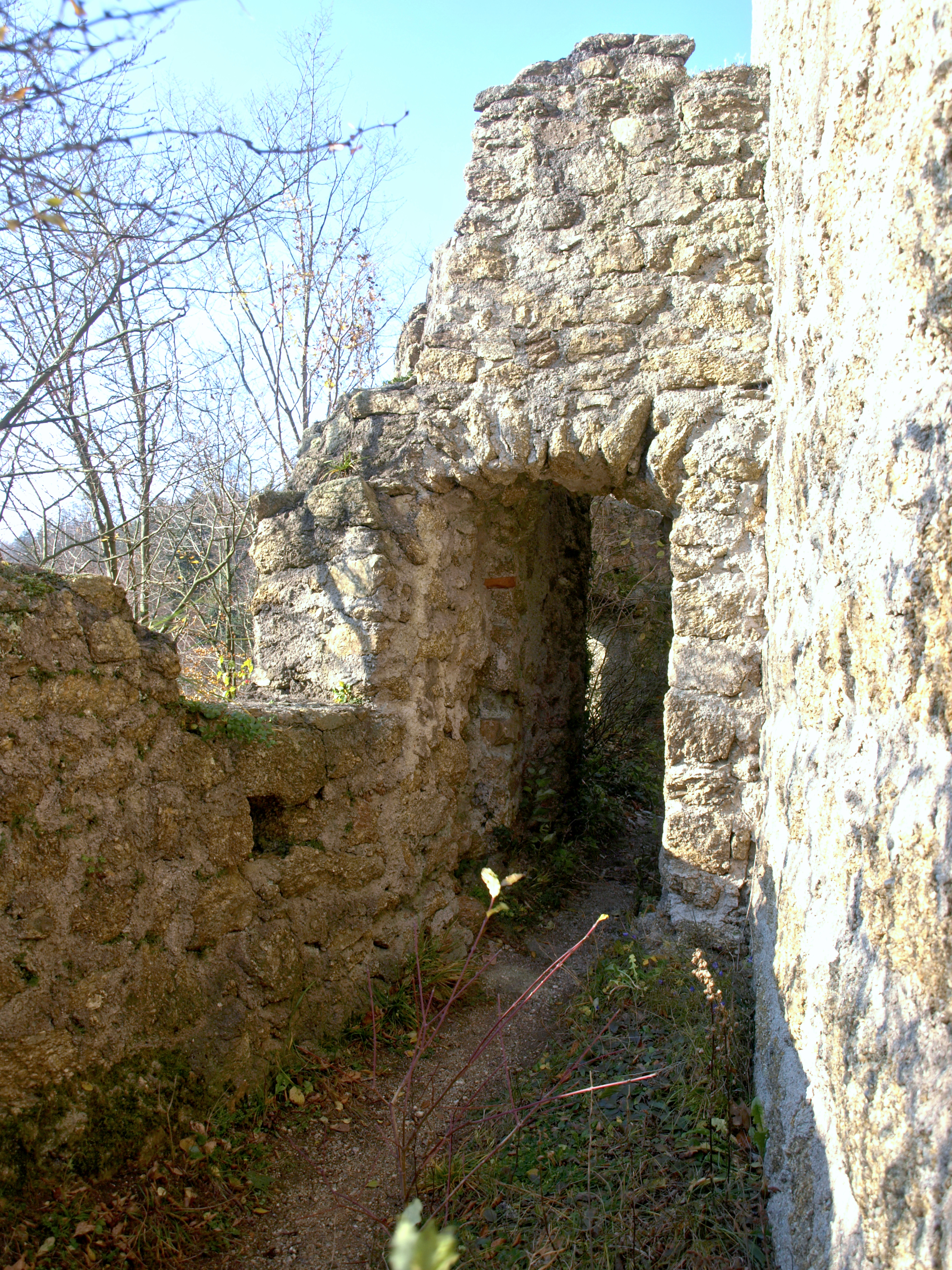
Zwinger am Bergfried
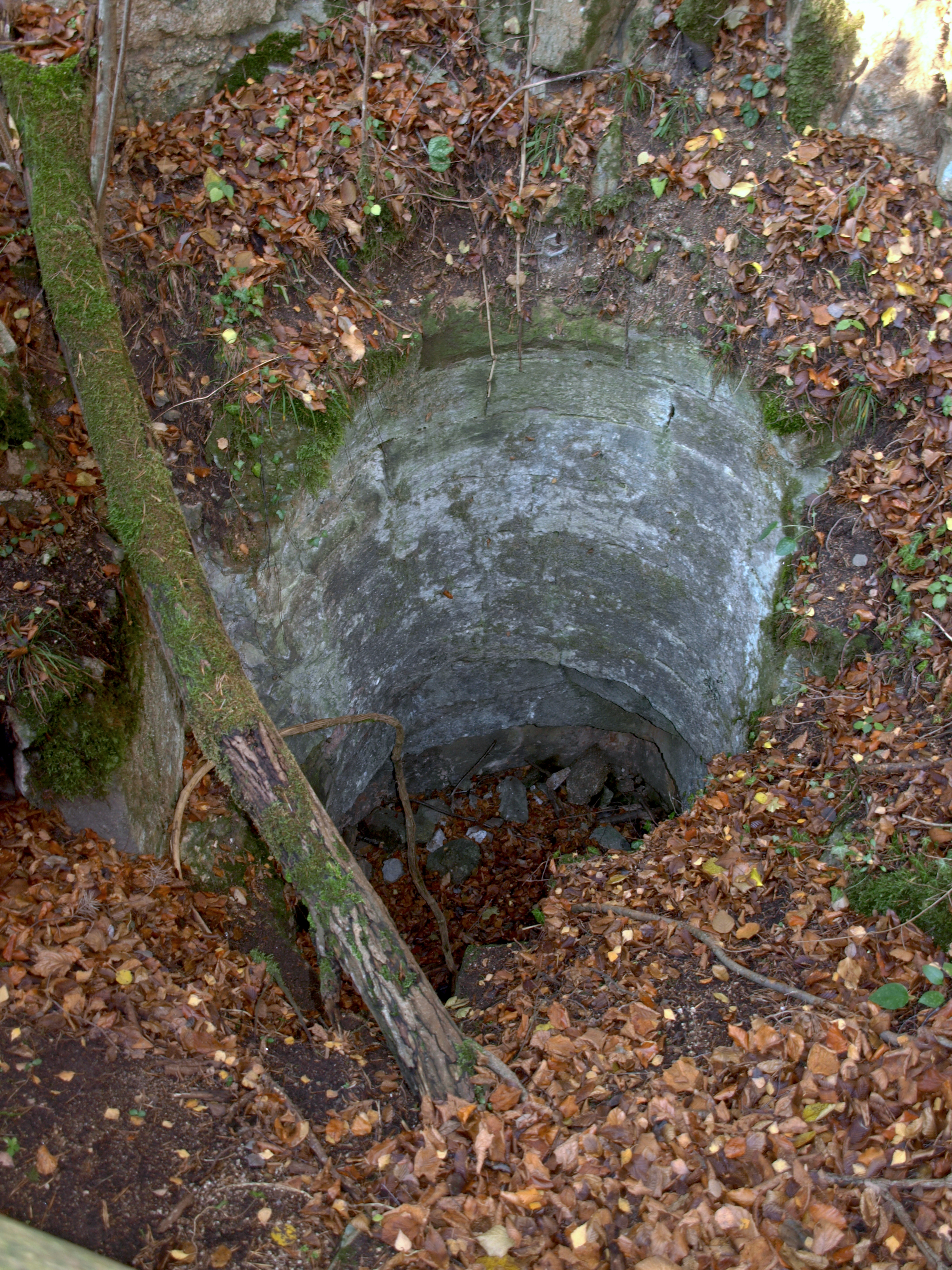
Kernburg, Brunnen oder Zisterne
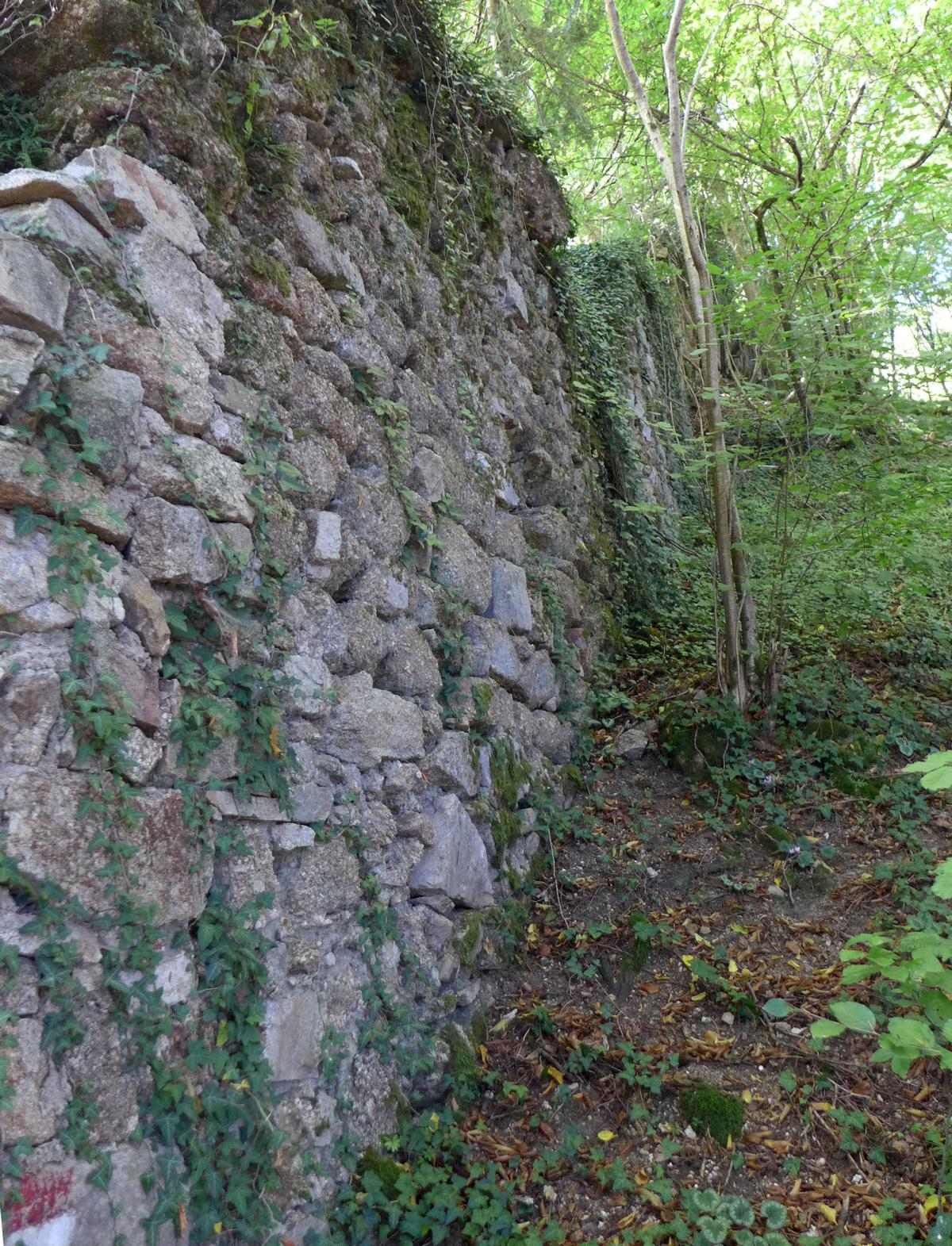
Vorburg, Umfassungsmauer
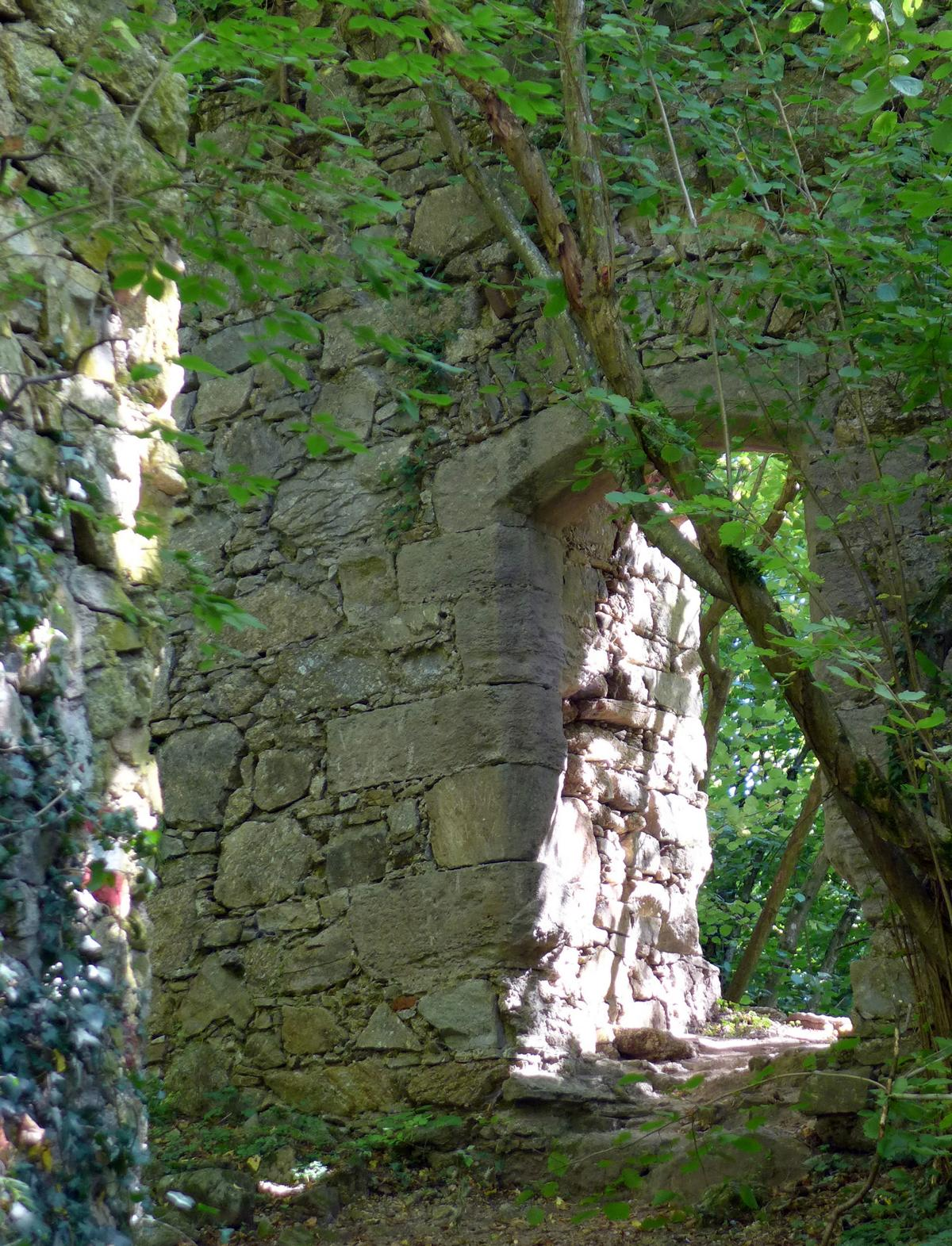
Kernburg, Segmentbogenportal